# Union générale des travailleurs du Maroc
L'Union générale des travailleurs du Maroc (UGTM) est une centrale syndicale marocaine affiliée au Parti de l'Istiqlal créée le 20 mars 1960 d'une dissidence au sein de l'Union marocaine du travail (UMT). Elle a été reconnue officiellement le 20 mars 1963 par l'État. L'UGTM a été fondée notamment par Hachem Amine, Abderrazak Afilal, Mohamed Douiri et M'hamed El Khalifa.

## Présidents
- Hachem Amine, du 20 mars 1960 à 1964.
- Abderrazak Afilal, de 1964 au 29 janvier 2006.
- Mohamed Benjelloun Andaloussi, du 29 janvier 2006 au 4 décembre 2008.
- Abdelhamid Chabat, du 30 janvier 2009 au 23 septembre 2012.
- Mohamed Kafi Cherrat, intérim depuis septembre 2012 puis élu du 12 octobre 2014 jusqu'au 7 mai 2017.
- Enaam Mayara, depuis le 7 mai 2017.